# Holcaeus megachilis
Holcaeus megachilis is een vliesvleugelig insect uit de familie Pteromalidae. De wetenschappelijke naam is voor het eerst geldig gepubliceerd in 1897 door Ashmead.